# Y, Hoàng Sơn

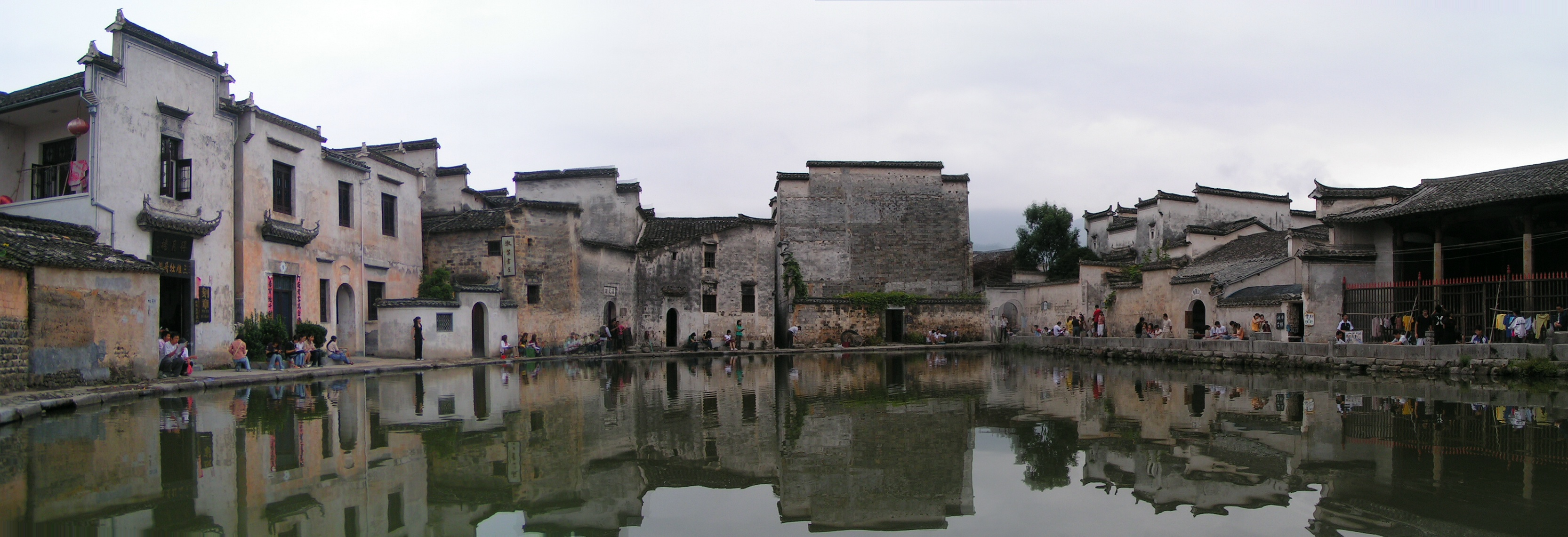
Y, Hoàng Sơn

Y (chữ Hán giản thể: 黟县, âm Hán Việt: Y huyện) là một huyện của địa cấp thị Hoàng Sơn, tỉnh An Huy, Cộng hòa Nhân dân Trung Hoa. Huyện Y có diện tích 847 km², dân số 100.000 người. Mã số bưu chính của huyện Y là 245500. Về mặt hành chính, huyện này được chia thành 5 trấn, 3 hương. Huyện lỵ đóng tại trấn Bích Dương.
- Trấn: Bích Dương, Hoành Thôn, Ngư Đình, Tây Đệ, Kha Thôn.
- Hương: Mỹ Khê, Hoành Đàm, Hồng Tinh.